# تروالگا
تروالگا (به انگلیسی: Trevalga) یک روستا و محله مدنی در بریتانیا است که در کورن‌وال واقع شده‌است. تروالگا ۷۱ نفر جمعیت دارد.